# Indeterminación clínica
La indeterminación clínica, también conocida como incertidumbre terapéutica, aporta la base ética para la investigación médica en la que se asignan pacientes a distintos grupos de tratamiento en un ensayo clínico. Benjamin Freedman empleó el término por primera vez en 1987.
El dilema ético durante un ensayo clínico suele aparecer en aquellos realizados en humanos, cuando el investigador, o los investigadores, empiezan a creer que un tratamiento resulta más beneficioso que otro. Aunque el investigador crea ciertamente en una hipótesis, no existe una prueba real que demuestre la existencia de tal beneficio. Una vez se cuenta con pruebas suficientes, se suele detener la investigación, ya que la indeterminación clínica no se cumple.
Este concepto implica que existe una incertidumbre real sobre si el tratamiento será beneficioso o no. También se aplica a tratamientos extraoficiales realizados antes o durante los ensayos clínicos pertinentes.

## Historia
En un artículo titulado "Ethics in Cooperative Clinical Trials", publicado en 1970, los investigadores L.W. Shaw y T.C. Chalmers sostenían que “si un médico sabe, o tiene motivos para creer, que un nuevo tratamiento (A) es mejor que otro tratamiento (B), no puede participar en un estudio clínico comparativo del tratamiento A frente al tratamiento B. Según la ética, el médico está obligado a proporcionar el tratamiento A en cada nuevo paciente que necesite uno de dichos tratamientos”. También afirmaban que, durante el estudio, los resultados no deben revelarse a los investigadores hasta que este haya concluido, con el fin de evitarles el dilema ético y permitir así que el estudio finalice.
Resulta difícil aplicar este método en la investigación moderna, en la que expertos de la materia deben llevar a cabo y analizar muchos ensayos clínicos. Freedman propuso un enfoque diferente a este dilema ético denominado indeterminación clínica. Esta se cumple “si existe una incertidumbre auténtica en la comunidad médica experta ―no necesariamente por parte del investigador que realiza el estudio―  sobre el tratamiento más recomendable”. La incertidumbre clínica permite que los investigadores clínicos continúen el estudio hasta que tengan suficientes pruebas estadísticas para convencer a otros expertos sobre la validez de los resultados, sin poner en entredicho la integridad ética de los investigadores.
En el diseño de ensayos clínicos, es muy importante la indeterminación clínica desde la perspectiva del paciente, lo que resulta especialmente válido en estudios aleatorizados y controlados de intervenciones quirúrgicas en los que, tanto el grupo de estudio como el de control son propensos a tener asociados tanto riesgos como esperanzas de que sean beneficiosos. El estado del paciente es también un factor que influye en estos riesgos y, en este sentido, proporcionarle el concepto de incertidumbre clínica es una parte importante en la incorporación del paciente al ensayo. De hecho, los ensayos en los que la indeterminación clínica no parecía cumplirse experimentaron una baja participación de pacientes.